# Moritz Thiem
Moritz Thiem (* 8. Dezember 1999) ist ein österreichischer Tennisspieler. Er ist der jüngere Bruder von Dominic Thiem.

## Karriere
Thiem spielte auf der Junior Tour bis 2017 einige Matches und erreichte auf dieser mit Rang 306 seine beste Platzierung.
Bei den Profis spielte er 2019 seine ersten Matches auf der drittklassigen ITF Future Tour. Hier erreichte er im Einzel bislang einmal das Viertelfinale und konnte sich 2019 erstmals in Einzel und Doppel in der Weltrangliste platzieren. Seinen einzigen Einsatz außerhalb von Futures erhielt der Österreicher bei seinem Heimatturnier in Kitzbühel, als er im Einzel in der Qualifikation an Elliot Benchetrit scheiterte und mit einer Wildcard der Veranstalter im Doppel an der Seite von Nicolás Massú in der ersten Runde der Paarung aus Hugo Dellien und David Vega Hernández unterlag.

## Sonstiges
Seit Februar 2023 agiert Moritz Thiem als offizieller Manager seines Bruders Dominic.